# Karel Knesl
Karel Knesl (n. 8 aprilie 1942, Pustiměř⁠(d), Moravia de Sud, Cehia – d. 3 septembrie 2020, Praga, Cehia) a fost un fotbalist ce a reprezentat Cehoslovacia, medaliat olimpic. A participat la o ediție a Jocurilor Olimpice (1964) în care a câștigat o medalie de argint.

## Participări
Lista de mai jos prezintă principalele competiții la care a participat Karel Knesl de-a lungul carierei.
- football at the 1964 Summer Olympics – men's tournament[*]